# Métro de Bakou
Le métro de Bakou (en azéri : Bakı Metropoliteni), de conception soviétique, a été mis en service en 1967 pour desservir la capitale de l’Azerbaïdjan, Bakou. Il comprend actuellement trois lignes avec une longueur totale de 40,3 km et compte 27 stations. Le réseau du métro est complété d'une ligne ferroviaire suburbaine.

## Histoire
Le projet de métro à Bakou émerge en 1932 dans une ville en expansion du fait de l'importance des gisements de pétrole découverts dans la région. La guerre arrêta le projet.
Dès 1947, le conseil des ministres de l’Union soviétique confirma la construction. Quelques travaux débutèrent, mais un rythme très lent, et ce n’est que dans les années 1960 que la construction avança plus rapidement. En raison de la topographie et d’une construction de type soviétique, la plupart des stations sont très profondes, mais d’autres s’approchent de la surface. Il y a même une station au sol.
Une première section (Baki Soveti – Narimanov) de la première ligne fut mise en service le 6 novembre 1967, d’une longueur de 6,5 km avec cinq stations. Une première section (28 mai - Xatayi) de la seconde ligne fut ouverte en février 1968 (2,4 km et 2 stations). Les ouvertures vont se succéder à jusqu'à la fin des années 1980. La dislocation de l'Union soviétique arrêta en 1992 pour un temps la construction du métro.
La station Jafar Jabbarli devient station de correspondance avec la station 28 mai en 1993. Le 3 juillet 1994 un attentat est perpétré entre les deux stations Guyandjlik et 28 mai. L'explosion, qui se produit dans la deuxième voiture de la rame, provoque la mort de 13 voyageurs et en blesse 42, plus ou moins gravement.
Le 28 octobre 1995 un incendie accidentel se déclare après la station d'Ouldouz, la rame s'arrête dans le tunnel et deux des voitures d'un train qui en comportait quatre sont en feu. Paniqués les voyageurs essaient de fuir, mais les sauveteurs vont retrouver 337 morts et plus de 270 blessés. le plus tragique accident de toute l’histoire des métros.
La construction d'une seule station, la station terminus de la ligne 1, « Hazi Aslanov », fut péniblement reprise, en partie grâce à un financement de l’Union européenne, et inaugurée en décembre 2002. Les travaux reprirent sur la ligne 2 vers le nord-est qui devrait être terminée par étapes en 2020. La société Bouygues gagna un contrat en 2014 pour la reconstruction de la station 28 mai.
La troisième ligne de métro, dont la construction commença en 2009, fut mise en service en avril 2016.

## Réseau

### Lignes
En 2021, le métro de Bakou totalise 38,1 km et 26 stations dont 18,8 km et 13 stations pour la ligne 1, 15,6 km et 10 stations pour la ligne 2 et 5,7 km et 4 stations pour la ligne 3.
| #      | Nom     | Service | Longueur | Stations |
| ------ | ------- | ------- | -------- | -------- |
| 1      | Ligne 1 | 1967    | 18,8 km  | 13       |
| 2      | Ligne 2 | 1976    | 15,6 km  | 10       |
| 3      | Ligne 3 | 2016    | 5,7 km   | 4        |
| Total: | Total:  | Total:  | 40,3 km  | 27       |

### Chronologie des mises en service
Ligne 1 - İçәrişәhәr - Həzi Aslanov
| Trajet                       | Longueur | Date d'ouverture |
| ---------------------------- | -------- | ---------------- |
| İçərişəhər-Nəriman Nərimanov | 6,5 km   | 6 novembre 1967  |
| Nəriman Nərimanov-Ulduz      | 2,1 km   | 5 mai 1970       |
| Ulduz-Neftçilər              | 5,3 km   | 6 novembre 1972  |
| Nəriman Nərimanov-Bakmil     | 1,5 km   | 28 mars 1979     |
| Neftçilər-Əhmədli            | 3,3 km   | 28 avril 1989    |
| Əhmədli-Həzi Aslanov         | 1,4 km   | 10 décembre 2002 |
| Total:                       | 20,1 km  | 20,1 km          |

Ligne 2 - Dərnəgül - Günəşli
| Trajet                     | Longueur | Date d'ouverture |
| -------------------------- | -------- | ---------------- |
| 28 May-Xətai               | 2,3 km   | 22 février 1968  |
| 28 May-Nizami              | 2,2 km   | 31 décembre 1976 |
| Nizami-Memar Əcəmi         | 4,95 km  | 31 décembre 1985 |
| Cəfər Cabbarlı             | 0,15 km  | 27 décembre 1993 |
| Memar Əcəmi-Nəsimi         | 2,1 km   | 9 octobre 2008   |
| Nəsimi-Azadlıq prospekti   | 1,3 km   | 30 décembre 2009 |
| Azadlıq prospekti-Dərnəgül | 1,5 km   | 29 juin 2011     |
| Total:                     | 14,5 km  | 14,5 km          |

Ligne 3 - Xocəsən - 8 Noyabr
| Trajet                   | Longueur | Date d'ouverture |
| ------------------------ | -------- | ---------------- |
| Memar Əcəmi-2-Avtovağzal | 2,1 km   | 19 avril 2016    |
| Memar Əcəmi-2-8 Noyabr   | 1,4 km   | 29 mai 2021      |
| Avtovağzal-Xocəsən       | 2,2 km   | 23 décembre 2022 |
| Total:                   | 5,7 km   | 5,7 km           |

### Renommage des noms des stations
| Ancien nom            | Nouveau nom  | Date de renommage |
| --------------------- | ------------ | ----------------- |
| Şaumyan               | Xətai        | 11 mai 1990       |
| XI Qızıl Ordu Meydanı | 20 Yanvar    | 27 avril 1992     |
| 28 Aprel              | 28 May       | 9 avril 1992      |
| Avrora                | Qara Qarayev | 27 avril 1992     |
| Elektrozavod          | Bakmil       | 1er janvier 1993  |
| 26 Bakı Komissarı     | Sahil        | 9 avril 1992      |
| Bakı Soveti           | İçәrişәhәr   | 25 avril 2007     |
| Məşədi Əzizbəyov      | Koroğlu      | 30 décembre 2011  |

## Technologies

### Matériel roulant en service
| Série            | Livraison | Constructeur   | Nombre de voitures par rame | Photo |
| ---------------- | --------- | -------------- | --------------------------- | ----- |
| 81-717/714       | 1987      | Metrovagonmash | 5                           |       |
| 81-760/761 «Ока» | 2015      | Metrovagonmash | 5                           |       |
| 81-765.B/766.B   | 2018      | Metrovagonmash | 5                           |       |

### Ancien matériel roulant
| Série      | Livraison | Suppression | Constructeur   |
| ---------- | --------- | ----------- | -------------- |
| Е          | 1967      | 2001        | Metrovagonmash |
| Еzh        | 1974      | 2001        | Metrovagonmash |
| Еzh3       | 1974      | 2008        | Metrovagonmash |
| Ем-508/509 | 1983      | 2008        | Metrovagonmash |

Le métro posséderait 228 véhicules de conception soviétique produits par la société russe Metrowagonmash, 180 de la série EZh (livrés en 1974-78), le reste de la série 81-717/714 (livrés en 1988 et ultérieurement) et de la série 81-760/761 (livrés depuis 2014). Les vieilles rames des séries EZh et 81-717/714 sont progressivement remplacées par des rames plus modernes de la série 81-760/761. Les trains sont alimentés électriquement par troisième rail en 825 Vcc. L'écartement des voies est à la norme soviétique.
Les trains roulent en formation de cinq véhicules, les quais des stations ont depuis 1985 une longueur de 100 m. du fait de celle des trains. La station "28 mai" a été reconfiguré pour recevoir des trains de sept véhicules. La vitesse moyenne est en fonction de la distance entre les stations et la courbure de la voie ferrée. La vitesse maximale des trains atteint 90 km/h pour les séries EZh et 81-717/714 et la série 81-760/761. Il fut envisagé que les trains soient sans conducteur avec des stations équipées de portes palières.
Le métro de Bakou passa commande à Metrowagonmash pour des véhicules supplémentaires,,,,. C'est Alstom qui fournit les véhicules de la troisième ligne de métro,.

### Signalisation
Un contrat d'automatisation CBTC et de resignalisation des lignes a été passé avec la société Thales.

## Exploitation
Le métro est ouvert de 6 heures à 1 heure du matin. Les trains sont espacés de 2 minutes aux heures de pointe et de 5 à 15 minutes aux heures creuses. Un intervalle de 90 secondes serait techniquement possible. En 2015, le réseau transporta 215 millions de passagers et 589 100 de passagers par jour. Les revenus du métro n'équilibrent pas ses dépenses.

## Projets

### Extension de la ligne 2
Le projet prioritaire est l'extension de la ligne 2.

### La construction de nouvelles lignes
Les plans de transport prévoient quatre lignes de métro au total (60 km, 50 stations). La construction de la troisième ligne a commencé en 2009 qui marque la première étape du projet. Le premier trajet de la troisième ligne pour desservir les quartiers sud-ouest de la ville a été ouverte en avril 2016.

## Galerie

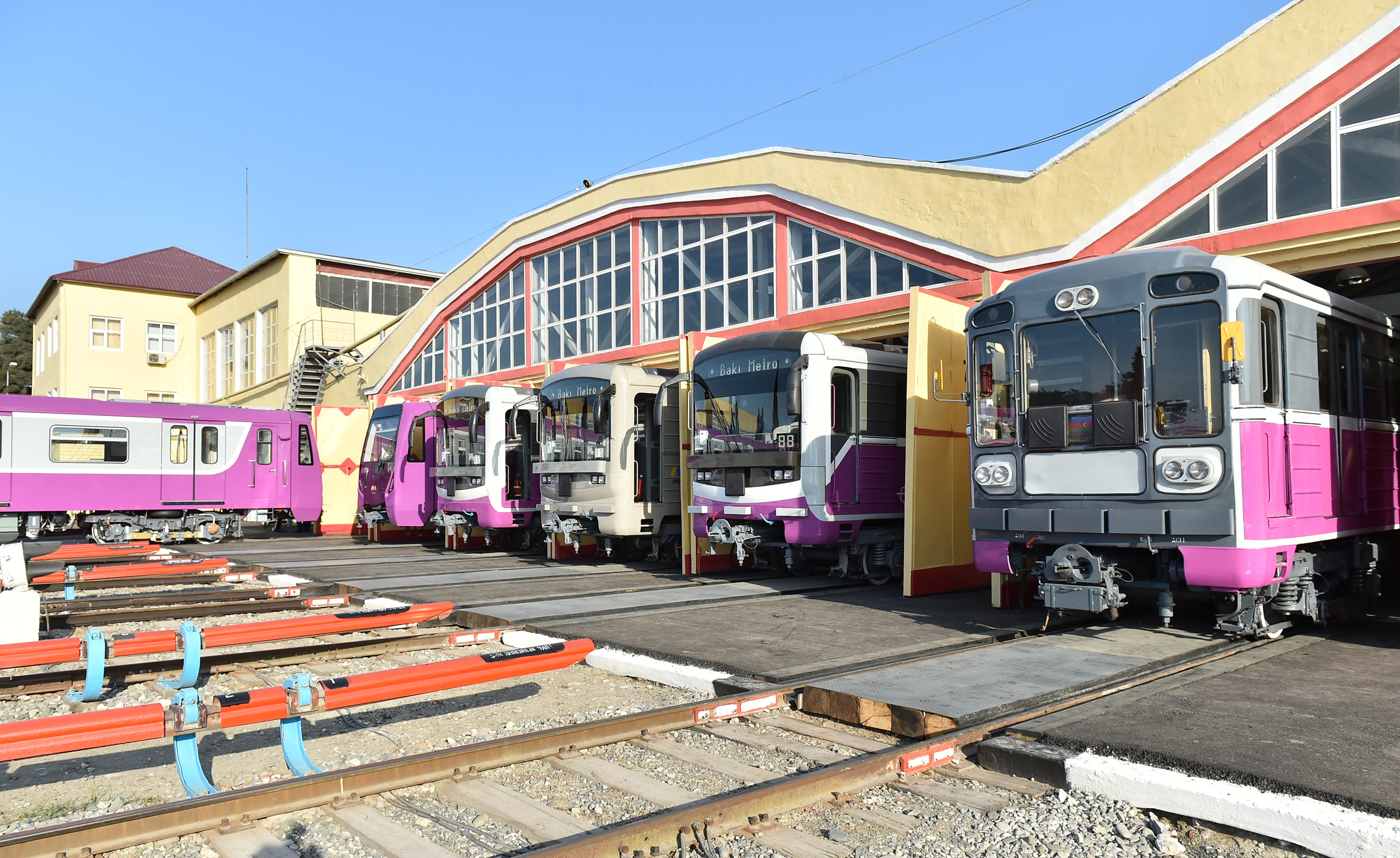
Un garage de matériel roulant.
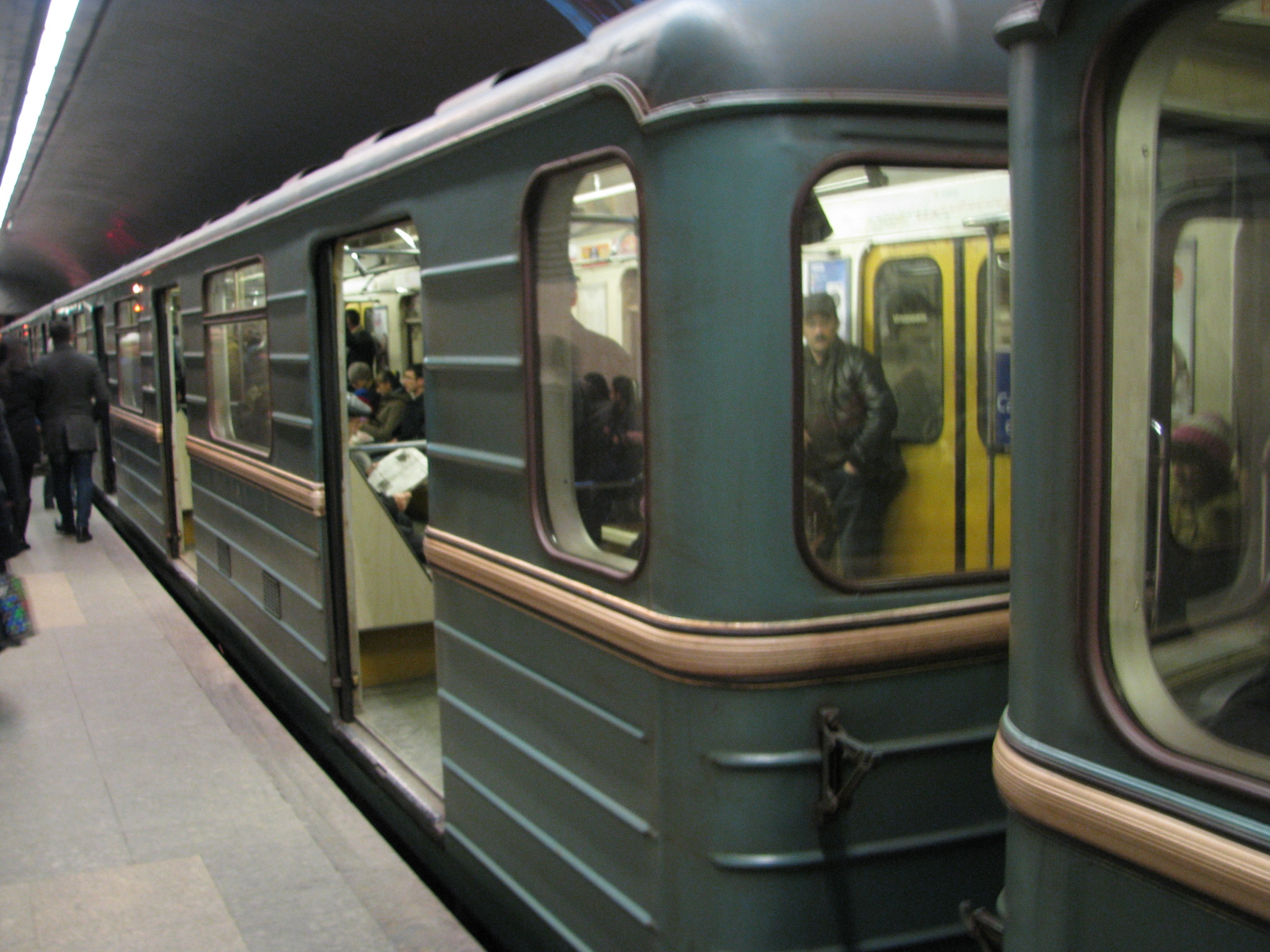
Une vieille rame.
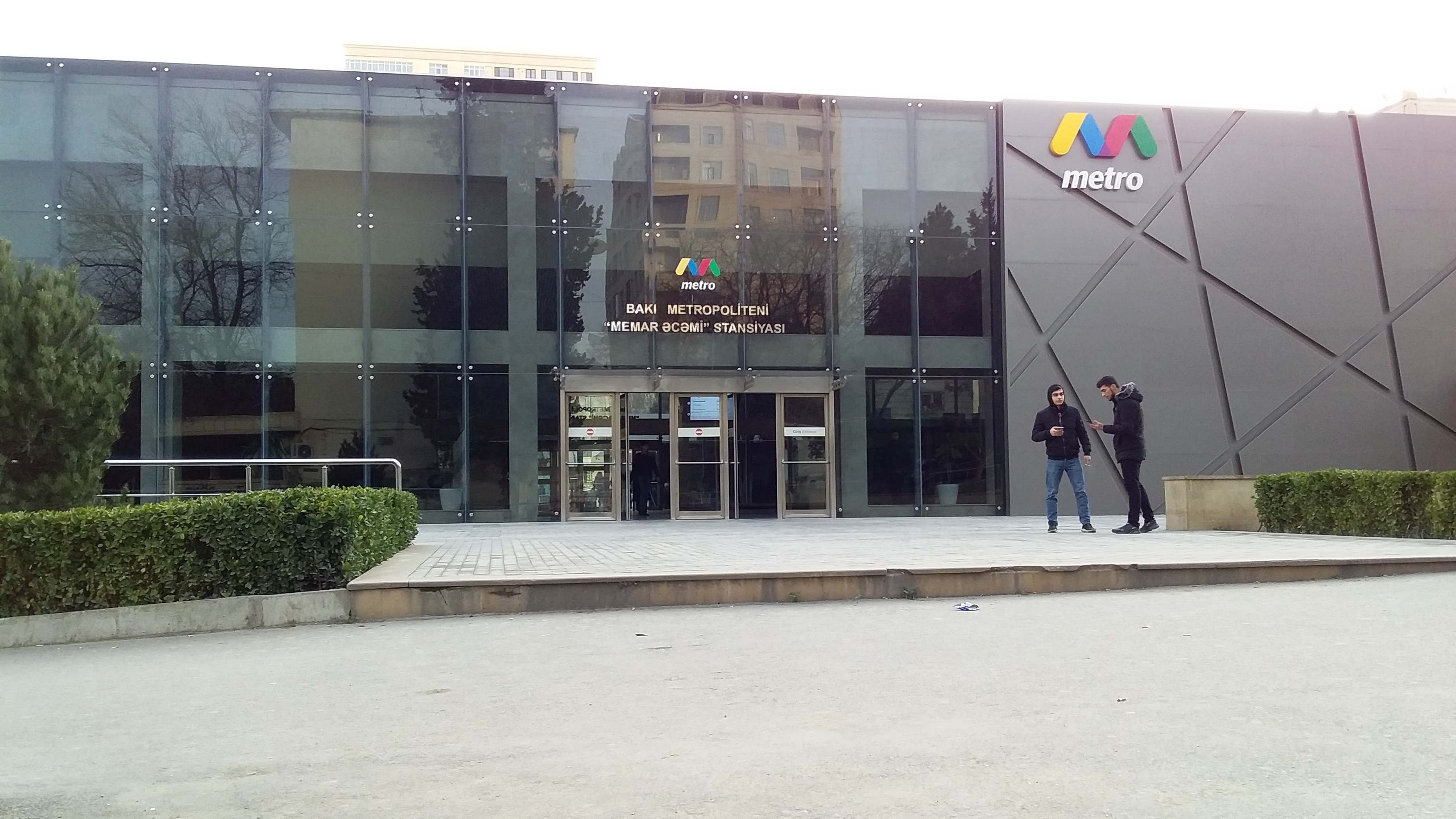
L'entrée de la station Memar Əcəmi.
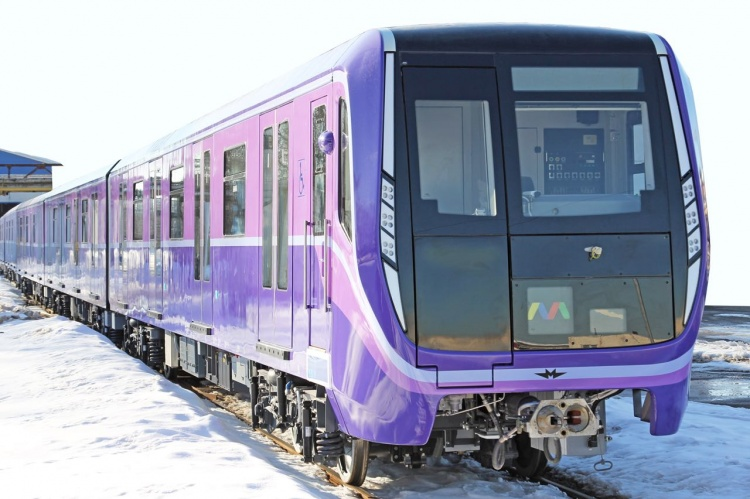
Une rame 81-765-766.
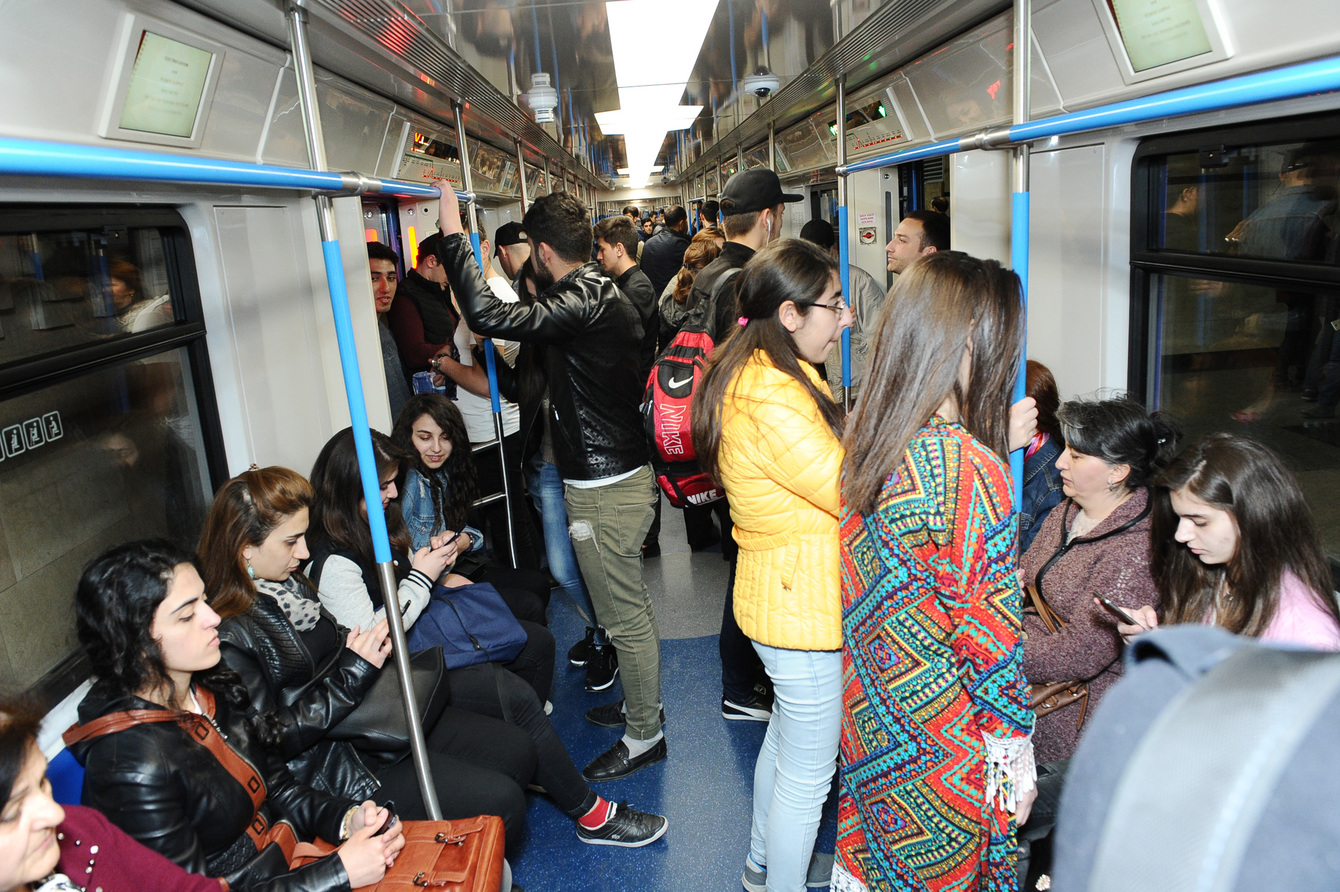
L'intérieur d'une rame avec des passagers.
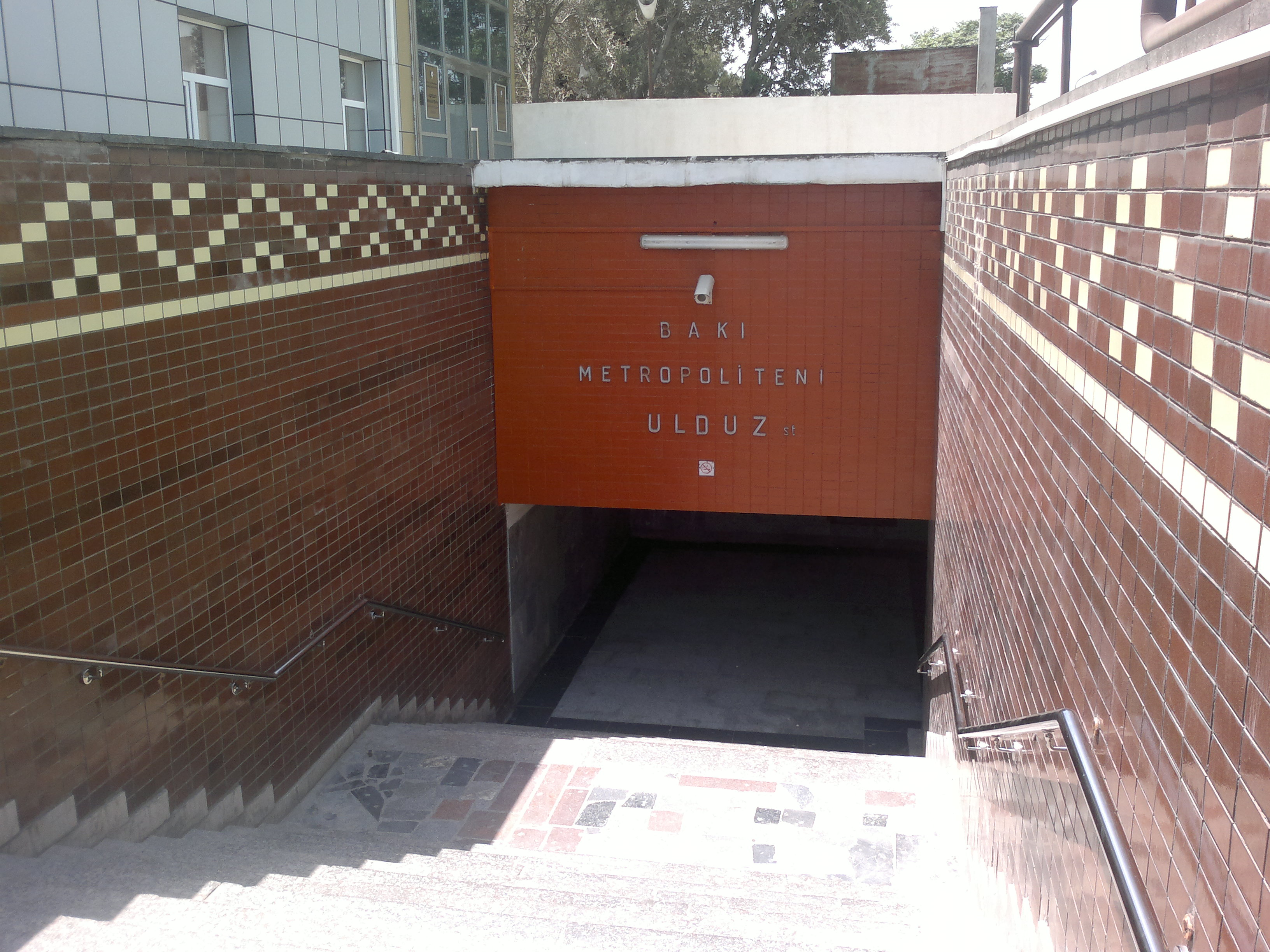
Entrée de la station Ulduz.
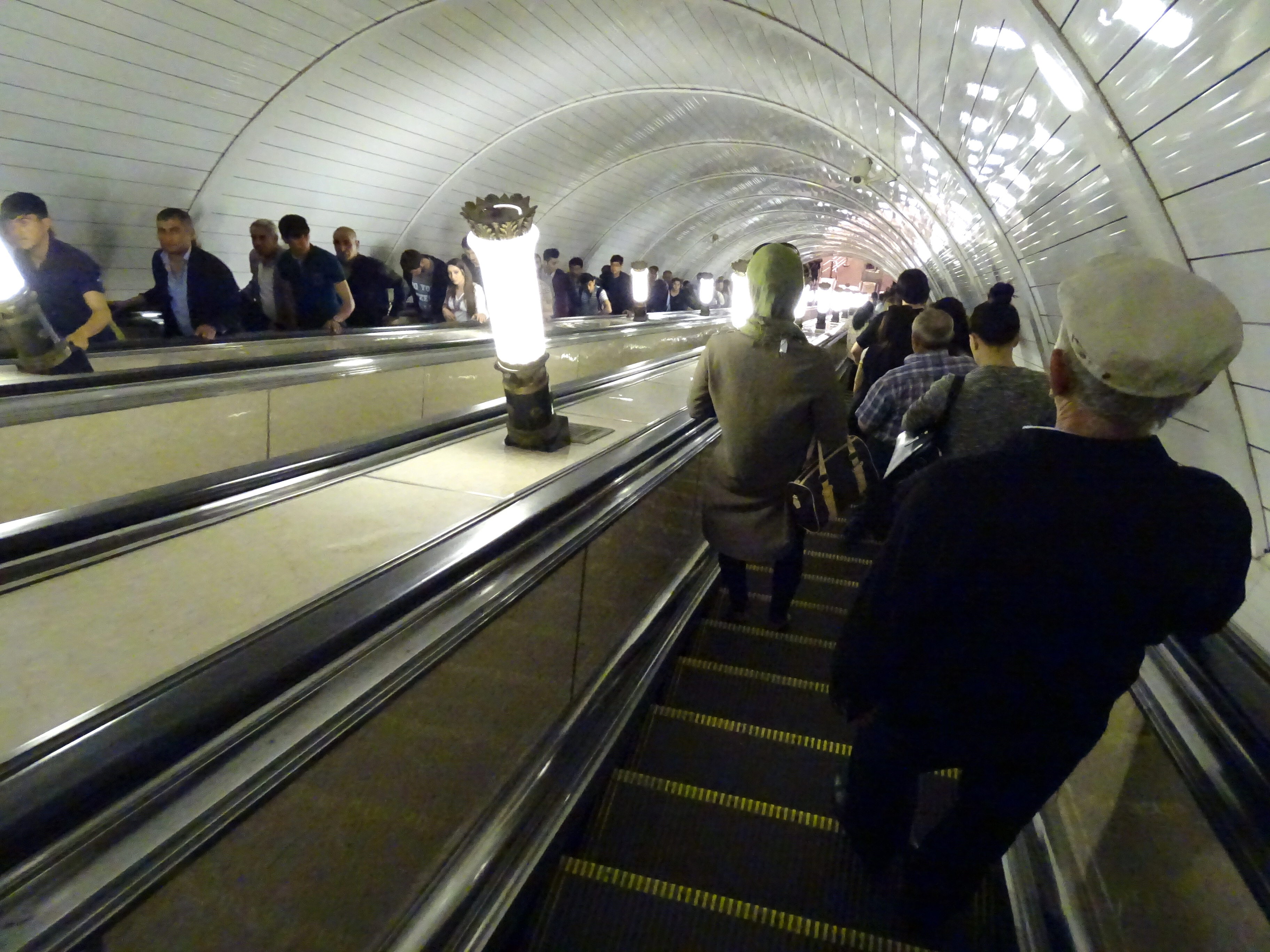
Un escalier roulant.
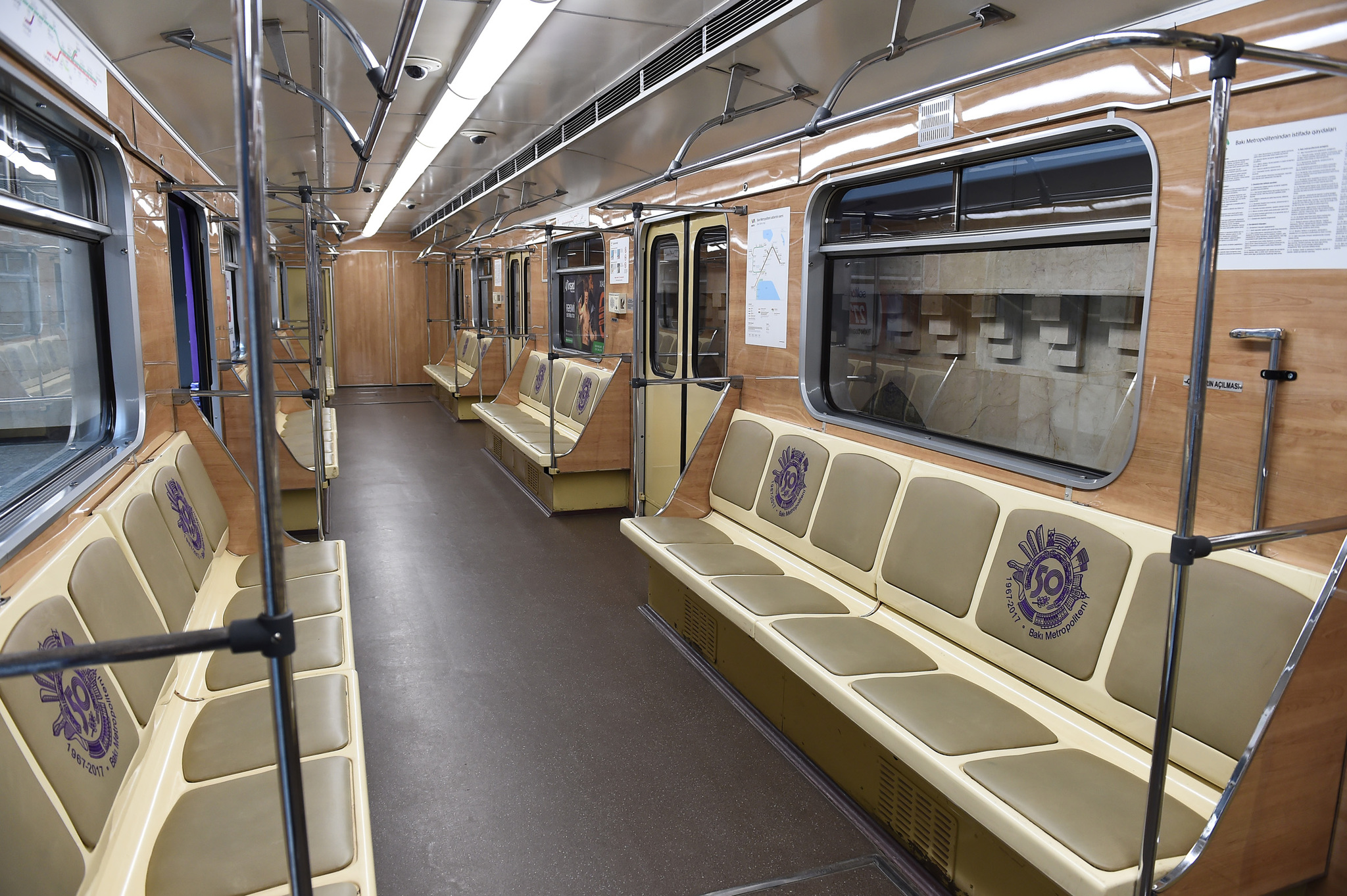
L'intérieur d'une rame 81-717.
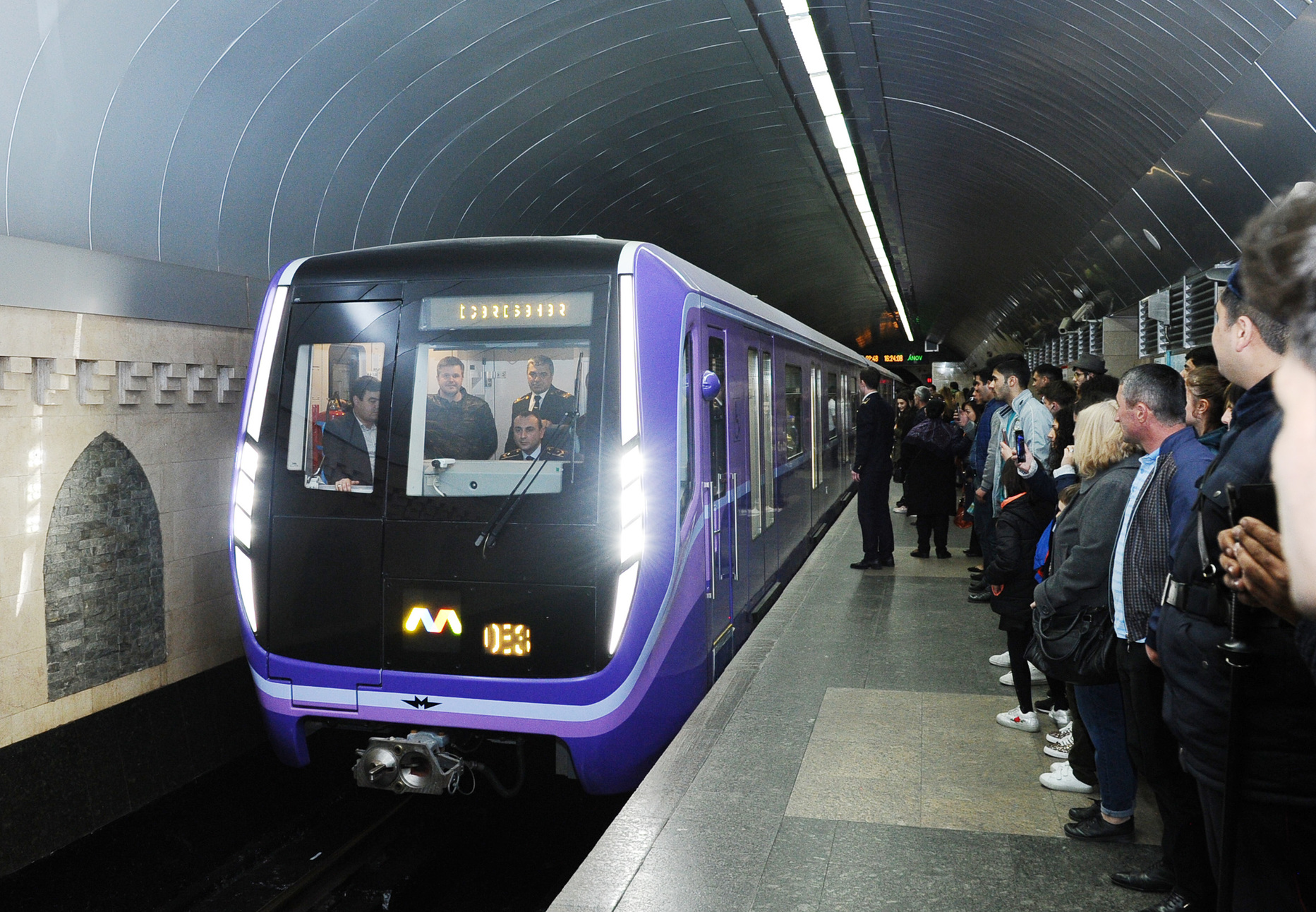
Une rame 81-765 arrivant à quai.